# تئو-بن گوریراب
تئو-بن گوریراب (انگلیسی: Theo-Ben Gurirab; زاده ۲۳ ژانویهٔ ۱۹۳۸ – درگذشته ۱۴ ژوئیهٔ ۲۰۱۸) سیاستمدار اهل نامیبیا بود. وی ۲۸ اوت ۲۰۰۲ تا ۲۰ مارس ۲۰۰۵ نخست‌وزیر نامیبیا بود.
تئو-بن گوریراب در ۱۴ ژوئیه ۲۰۱۸، در سن ۸۰ سالگی درگذشت.